# محمد خلعتبری
محمد خلعتبری (۱۳۵۴–۱۲۷۶) پزشک و شهرداری تهران از مرداد ۱۳۲۶ تا شهریور ۱۳۲۶ بود.
خلعتبری دارای تحصیلات عالی پزشکی و برد جراحی از فرانسه بود و ریاست چندین بیمارستان و همچنین ریاست بهداری بلدیه تهران را به عهده داشت. وی همچنین مدتی نیز معاون وزری کشور و رئیس کل آمار و ثبت احوال بود. او به شهرداری تهران انتخاب شد اما مدت چندانی در این سمت دوام نیاورد.